# Pierre Legrand (homme politique, 1834-1895)
Pour les articles homonymes, voir Pierre Legrand et Legrand.
Pierre Legrand, né le 13 mai 1834 à Lille (Nord) et mort le 31 mai 1895 à Paris, est un avocat et homme politique français.

## Biographie
Issu d'une vieille famille lilloise de la bourgeoisie libérale, Pierre Legrand est le fils de Pierre Legrand et le frère de Géry Legrand.
Après ses études au Lycée Louis-le-Grand étudie à Paris et à l'École de droit de Paris. Pierre Legrand obtient sa licence de droit en 1855. Il est alors clerc d'avoué puis avocat à Paris jusqu'en 1858. En août 1858, il s'inscrit au barreau de Lille, où il est plusieurs fois bâtonnier. 
Il est pour la première fois candidat de l'opposition aux élections législatives de mai 1869, mais n'est pas élu. Élu conseiller municipal de Lille la même année, réélu en 1870, il devient adjoint au maire. En septembre 1870, il est nommé secrétaire général de la préfecture du Nord, poste dont il démissionne en janvier 1871 (pendant la Guerre franco-allemande de 1870/71). 
En février 1871, il est de nouveau candidat malheureux aux élections à l'Assemblée nationale. Mais il devient conseiller général du Nord en 1874, fonction qu'il occupe jusqu'en 1892. Il figure parmi les principaux soutiens du développement de l'Institut industriel du Nord (École centrale de Lille). En février 1874, il est révoqué de son poste d'adjoint au maire. Enfin, en février 1876, il est élu député de Lille. C'est alors un fervent promoteur de la création de l'École Nationale Supérieure des Arts et Métiers de Lille. Lors de la crise du 16 mai 1877, il fait partie des 363 députés qui s'opposent à Mac-Mahon. Il est réélu en octobre 1877, puis en 1881.
D'opinion protectionniste, il est nommé ministre du Commerce en août 1882 dans le Gouvernement Charles Duclerc (7 août 1882 - 28 janvier 1883). Il retrouve ce poste le 6 avril 1885 (Gouvernement Henri Brisson (1), cessation des fonctions le 9 novembre 1885). En octobre 1885, il n'est pas réélu député du Nord. Il retrouve son mandat en novembre 1887 à l'occasion d'une élection partielle. Le 3 avril 1888, il est nommé ministre du Commerce et de l'Industrie du Gouvernement Charles Floquet et s'investit dans l'organisation de l'exposition universelle de 1889. Il est réélu député de Lille en septembre 1889, puis de nouveau en septembre 1893,.

## Lieu d’inhumation

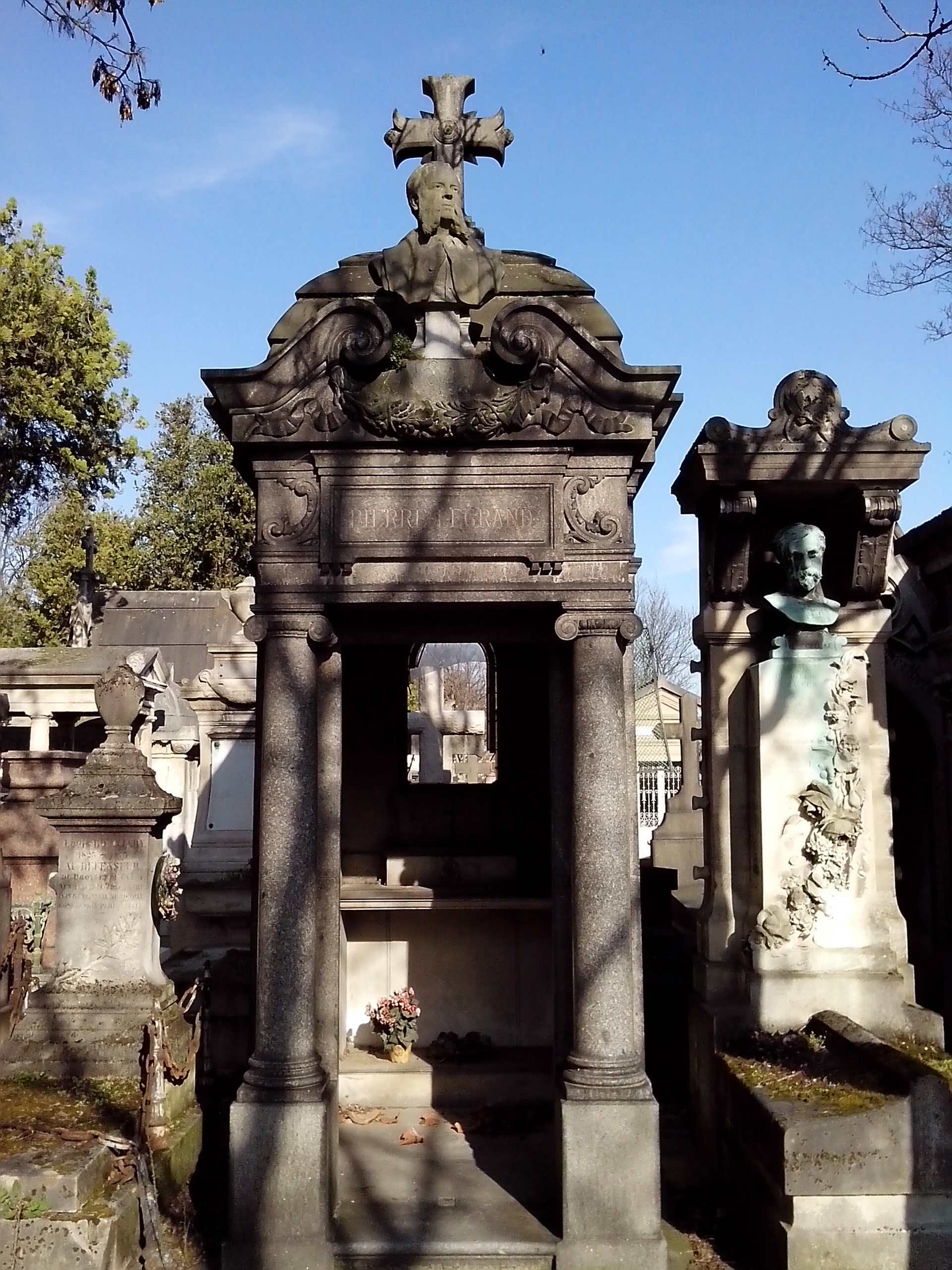

Il est inhumé au cimetière du Père-Lachaise (92e division).

## Sources
- « Pierre Legrand (homme politique, 1834-1895) », dans Adolphe Robert et Gaston Cougny, Dictionnaire des parlementaires français, Edgar Bourloton, 1889-1891 [détail de l’édition]